# William Adams Richardson

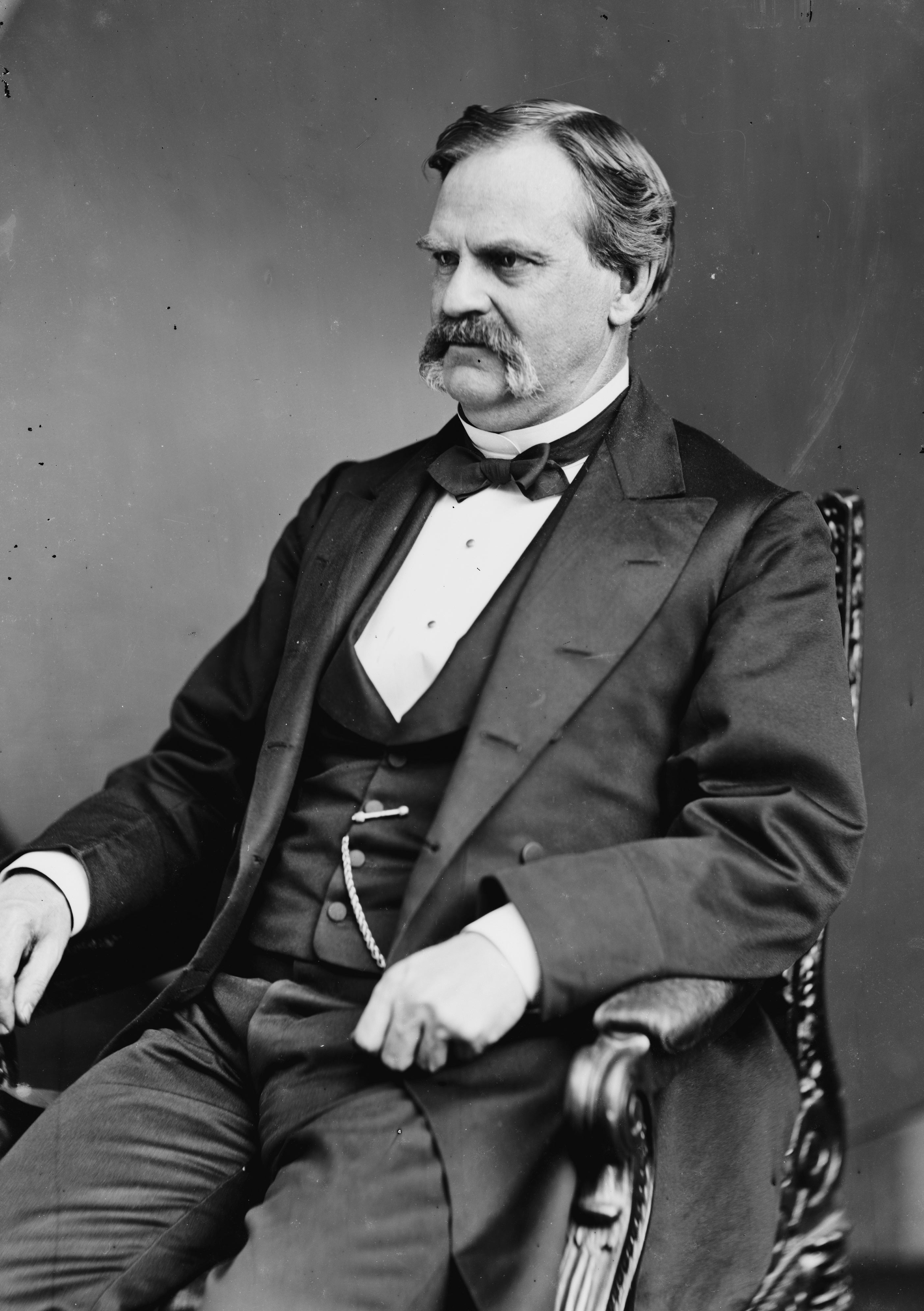
William Adams Richardson (um 1875)

William Adams Richardson (* 2. November 1821 in Tyngsborough, Middlesex County, Massachusetts; † 19. Oktober 1896 in Washington, D.C.) war ein US-amerikanischer Jurist, republikanischer Politiker und Finanzminister der Vereinigten Staaten.

## Studium und berufliche Laufbahn
Richardson absolvierte ein Studium der Rechtswissenschaften an der Harvard University, das er 1843 abschloss. Nach der Zulassung als Rechtsanwalt eröffnete er 1846 eine Kanzlei in Lowell. Als solcher war er auch Revisor und Herausgeber der Staatsstatuten von Massachusetts, die er 1855 vorlegte und bis 1873 jährlich überarbeitete. 1856 wurde er Richter am Nachlassgericht (Probate Court) von Middlesex County. Danach war er von 1858 bis 1869 Richter am Nachlass- und Insolvenzgericht.
Von 1863 bis 1875 war er Mitglied des Aufsichtsgremiums (Overseer) seiner Alma Mater, der Harvard University. Zugleich war er Professor an der Georgetown University. 1873 verlieh ihm die George Washington University einen Ehrendoktortitel der Rechtswissenschaften (LL.D.). Zwischen 1874 und 1896 war er auch Autor eines Kommentars zur Gesetzgebung des US-Kongresses.

## Politische Laufbahn

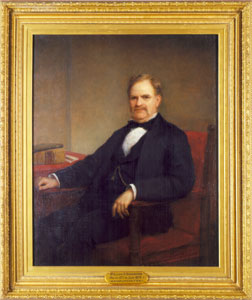
Porträt von William Adams Richardson im Finanzministerium

### Finanzminister unter Präsident Grant
Auf Wunsch von Finanzminister George S. Boutwell ernannte ihn Präsident Ulysses S. Grant 1869 zum Stellvertretenden Finanzminister (Assistent Secretary of the Treasury). Nach dem Rücktritt Boutwells berief ihn Präsident Grant schließlich selbst am 17. März 1873 als Finanzminister in sein Kabinett.
Während seiner Amtszeit kam es 1873 zu einer Wirtschaftskrise, nach dem die Geldversorgung aufgrund der ansteigenden Wirtschaftsentwicklung knapp wurde. Richardson reagierte mit der Ausgabe von 26 Millionen US-Dollar in Banknoten, um die Geldnachfrage zu befriedigen. Die Rechtmäßigkeit dieser Handlung war zwar fraglich, jedoch kam es zu keinem Eingreifen des Kongresses. In den folgenden 40 Jahren kam es unter anderen Finanzministern immer wieder zu derartigen Reaktionen in Wirtschaftskrisen. Dies war letztlich eine Grundlage für die Gründung des Federal Reserve System im Jahr 1913.
Das Amt des Finanzministers übte er jedoch nur bis zum 3. Juni 1874 aus, als er nach dem so genannten Sanborn-Skandal zurücktreten musste. Richardson beauftragte damals einen Bürger namens John D. Sanborn mit der Einziehung von Steuerschulden. Die Hälfte der eingezogenen Steuern behielt Sanborn, während er selbst den überwiegenden Teil der anderen Hälfte dem Wahlkampffonds der Republikanischen Partei zuführte. Nachfolger als Finanzminister wurde Benjamin H. Bristow.

### Aufstieg zum Präsidenten des U.S. Court of Claims
Trotz seines unrühmlichen Abgangs als Finanzminister wurde er noch 1874 zum Richter am Court of Claims ernannt. 1885 erfolgte dann seine Berufung zum Präsidenten dieses Bundesgerichts, das sich mit Schadensersatzansprüchen gegen die Regierung beschäftigt. Dieses Amt übte er bis zu seinem Tod aus.
William Richardson war der Neffe des Kongressabgeordneten William M. Richardson (1774–1838).

## Schriften
- The Banking Laws of Massachusetts. Lowell, 1855
- Supplement to the General Statutes of the Commonwealth of Massachusetts. Boston 1860–1882
- Practical Information concerning the Debt of the United States. Washington DC 1872
- National Banking Laws. 1872
- Supplement to the Revised Statutes of the United States. 1881
- History of the Court of Claims. 1882–1885